# دومينيك لوروا
دومينيك لوروا هي سيدة أعمال ومغنية بلجيكية، ولدت في 8 نوفمبر 1964 في إيكسل في بلجيكا.